# Ruder-Europameisterschaften 2018 – Doppelzweier (Männer)

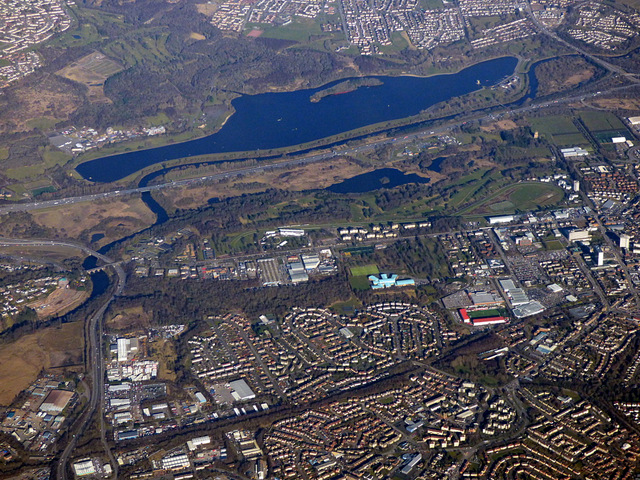
Luftbild der Regattastrecke Strathclyde Loch

Im Rahmen der Ruder-Europameisterschaften 2018 wurde zwischen dem 2. und 5. August 2018 der Wettbewerb im Doppelzweier der Männer auf der Regattastrecke Strathclyde Loch ausgetragen. Es nahmen insgesamt 13 Mannschaften teil und der Wettbewerb bestand aus zwei Vorläufen, einem Hoffnungslauf, zwei Halbfinals sowie zwei Finals.

## Wettbewerb

### Vorläufe
Die drei Vorläufe wurden am 2. August 2018 ausgetragen. Die drei Bestplatzierten der Vorläufe qualifizierten sich für die Halbfinale, während die anderen über den Hoffnungslauf die Möglichkeit hatten, sich für die Halbfinale zu qualifizieren.

#### Vorlauf 1
| Platz | Namen                                    | Nation         | Zeit (min) | Qualifikation |
| ----- | ---------------------------------------- | -------------- | ---------- | ------------- |
| 1     | Harry Leask Jack Beaumont                | Großbritannien | 6:17,34    | Halbfinale    |
| 2     | Ioan Prundeanu Marian-Florian Enache     | Rumänien       | 6:19,24    | Halbfinale    |
| 3     | Amos Keijser Nicolas van Sprang          | Niederlande    | 6:25,22    | Halbfinale    |
| 4     | Erik Solbakken Jan Oscar Helvig          | Norwegen       | 6:38,20    | Hoffnungslauf |
| 5     | Ioannis Kalandaridis Christos Stergiakas | Griechenland   | 6:42,15    | Hoffnungslauf |

#### Vorlauf 2
| Platz | Namen                             | Nation      | Zeit (min) | Qualifikation |
| ----- | --------------------------------- | ----------- | ---------- | ------------- |
| 1     | Mirosław Ziętarski Mateusz Biskup | Polen       | 6:19,70    | Halbfinale    |
| 2     | Simone Martini Romano Battisti    | Italien     | 6:30,29    | Halbfinale    |
| 3     | Stephan Riemekasten Max Appel     | Deutschland | 6:38,88    | Halbfinale    |
| 4     | Igor Djeric Aleksandar Bedik      | Serbien     | 7:03,54    | Hoffnungslauf |

#### Vorlauf 3
| Platz | Namen                             | Nation     | Zeit (min) | Qualifikation |
| ----- | --------------------------------- | ---------- | ---------- | ------------- |
| 1     | Matthieu Androdias Hugo Boucheron | Frankreich | 6:17,31    | Halbfinale    |
| 2     | Nico Stahlberg Barnabé Delarze    | Schweiz    | 6:24,97    | Halbfinale    |
| 3     | Pierre De Loof Ruben Claeys       | Belgien    | 6:36,88    | Halbfinale    |
| 4     | Juri-Mikk Udam Joosep Laos        | Estland    | 6:42,16    | Hoffnungslauf |

### Hoffnungslauf
Der Hoffnungslauf wurde am 3. August 2018 ausgetragen. Die drei Bestplatzierten qualifizierten sich für die Halbfinale, während die letztplatzierte Mannschaft ausschied.

#### Hoffnungslauf
| Platz | Namen                                    | Nation       | Zeit (min) | Qualifikation |
| ----- | ---------------------------------------- | ------------ | ---------- | ------------- |
| 1     | Ioannis Kalandaridis Christos Stergiakas | Griechenland | 6:26,92    | Halbfinale    |
| 2     | Erik Solbakken Jan Oscar Helvig          | Norwegen     | 6:30,60    | Halbfinale    |
| 3     | Igor Djeric Aleksandar Bedik             | Serbien      | 6:31,73    | Halbfinale    |
| 4     | Juri-Mikk Udam Joosep Laos               | Estland      | 6:33,43    | Ausgeschieden |

### Halbfinale
Die beiden Halbfinalläufe wurden am 4. August 2018 ausgetragen. Die drei Bestplatzierten qualifizierten sich für das A-Finale, während die anderen Teilnehmer im B-Finale antraten.

#### Halbfinale 1
| Platz | Namen                                    | Nation         | Zeit (min) | Qualifikation |
| ----- | ---------------------------------------- | -------------- | ---------- | ------------- |
| 1     | Harry Leask Jack Beaumont                | Großbritannien | 6:19,66    | A-Finale      |
| 2     | Mirosław Ziętarski Mateusz Biskup        | Polen          | 6:19,73    | A-Finale      |
| 3     | Nico Stahlberg Barnabé Delarze           | Schweiz        | 6:25,71    | A-Finale      |
| 4     | Ioannis Kalandaridis Christos Stergiakas | Griechenland   | 6:29,14    | B-Finale      |
| 5     | Stephan Riemekasten Max Appel            | Deutschland    | 6:30,53    | B-Finale      |
| 6     | Igor Djeric Aleksandar Bedik             | Serbien        | 7:04,44    | B-Finale      |

#### Halbfinale 2
| Platz | Namen                                | Nation      | Zeit (min) | Qualifikation |
| ----- | ------------------------------------ | ----------- | ---------- | ------------- |
| 1     | Ioan Prundeanu Marian-Florian Enache | Rumänien    | 6:22,92    | A-Finale      |
| 2     | Matthieu Androdias Hugo Boucheron    | Frankreich  | 6:23,76    | A-Finale      |
| 3     | Simone Martini Romano Battisti       | Italien     | 6:25,15    | A-Finale      |
| 4     | Amos Keijser Nicolas van Sprang      | Niederlande | 6:25,41    | B-Finale      |
| 5     | Erik Solbakken Jan Oscar Helvig      | Norwegen    | 6:35,51    | B-Finale      |
| 6     | Pierre De Loof Ruben Claeys          | Belgien     | 6:39,96    | B-Finale      |

### Finalläufe
Die beiden Halbfinalläufe wurden am 5. August 2018 ausgetragen.

#### A-Finale
| Platz | Name                                 | Nation         | Zeit (min)  | Zeit (min)  | Zeit (min)  | Zeit (min) |
| Platz | Name                                 | Nation         | 0500 m      | 1000 m      | 1500 m      | 2000 m     |
| ----- | ------------------------------------ | -------------- | ----------- | ----------- | ----------- | ---------- |
| 1     | Matthieu Androdias Hugo Boucheron    | Frankreich     | 1:30,01 (2) | 3:03,51 (1) | 4:38,67 (4) | 6:10,21    |
| 2     | Ioan Prundeanu Marian-Florian Enache | Rumänien       | 1:31,26 (5) | 3:05,72 (5) | 4:38,53 (3) | 6:10,71    |
| 3     | Harry Leask Jack Beaumont            | Großbritannien | 1:29,58 (1) | 3:03,90 (2) | 4:37,66 (1) | 6:10,84    |
| 4     | Mirosław Ziętarski Mateusz Biskup    | Polen          | 1:30,33 (4) | 3:04,08 (3) | 4:38,13 (2) | 6:11,33    |
| 5     | Nico Stahlberg Barnabé Delarze       | Schweiz        | 1:30,22 (3) | 3:05,45 (4) | 4:41,00 (5) | 6:18,66    |
| 6     | Simone Martini Romano Battisti       | Italien        | 1:32,53 (6) | 3:08,32 (6) | 4:44,57 (6) | 6:18,83    |

.

#### B-Finale
| Platz | Namen                                    | Nation       | Zeit (min) |
| ----- | ---------------------------------------- | ------------ | ---------- |
| 7     | Stephan Riemekasten Max Appel            | Deutschland  | 6:19,27    |
| 8     | Amos Keijser Nicolas van Sprang          | Niederlande  | 6:21,52    |
| 9     | Erik Solbakken Jan Oscar Helvig          | Norwegen     | 6:23,15    |
| 10    | Ioannis Kalandaridis Christos Stergiakas | Griechenland | 6:24,51    |
| 11    | Pierre De Loof Ruben Claeys              | Belgien      | 6:30,43    |
| 12    | Igor Djeric Aleksandar Bedik             | Serbien      | 6:36,87    |